# 张懿宸
张懿宸（1963年—），男，汉族，中华人民共和国企业家、政治人物，香港中信资本控股有限公司首席执行官，第十一届全国政协委员。麻省理工學院計算機工程學學士。

## 生平
2008年，当选第十一届全国政协委员，代表经济界，分入第三十七组。2018年1月，当选第十三届全国政协委员。